# День Эвакуации (Нью-Йорк)
Последовавший после войны за независимость США, День Эвакуации (25 ноября 1783 года) отмечается как день, когда последние остатки королевской власти — британские войска в Нью-Йорке — ушли из Манхэттена. После британской эвакуации генерал Джордж Вашингтон победоносно провёл Континентальную армию через город. Последний выстрел войны был произведён в этот день, когда британский стрелок на одном из уплывающих кораблей выстрелил из пушки в насмешливо кричавшую толпу, собравшуюся на берегу Статен-Айленда у входа в Нью-Йоркскую бухту. Но никто не пострадал — ядро немного не долетело до берега и попало в воду.

## Причины
После первого и крупнейшего сражения между Континентальной Армией и британскими войсками в Войне за независимость США — в битве при Лонг-Айленде 27 августа 1776 года — генерал Джордж Вашингтон вместе с Континентальной Армией отступил к острову Манхэттен. Затем войска отошли на север и запад острова и, после битвы за форт Вашингтон 16 ноября, эвакуировались с острова. Тогда большая часть Большого Нью-Йорка и его пригорода оказалась под властью Британии. Нью-Йорк (позже оккупируемый только в южном конце Манхэттена) превратился в политический и военный центр британских операций в Северной Америке (при Ричарде Хау и его брате Уильяме).
Соответственно, регион стал центром разведывательных операций, проводимых Вашингтоном. Знаменитый солдат Натан Хэйл был лишь одним из оперативных работников Вашингтона в Нью-Йорке, хотя другие в общем работали успешнее.
Город страдал от опустошительных пожаров, возникавших при неясных обстоятельствах в период британской оккупации. Это привело к тому, что британская армия и выдающиеся лоялисты занимали оставшиеся неповреждёнными строения, передавали руины остальным жителям, жившим в нищете. Кроме того, 10 тысяч солдат и моряков-патриотов умерли из-за умышленной халатности смотрителей на тюремных кораблях в водах Нью-Йорка (в заливе Уоллэбаут) в период британской оккупации — тогда на этих кораблях погибло больше патриотов, чем вместе во всех битвах войны за независимость США. Эти люди увековечены, множество их останков преданы земле у мемориала погибшим на тюремных кораблях патриотам, в парке Форт-Грин, Бруклин, с видом на близлежащее место их мучений и смерти.

## История событий

### Британская эвакуация из Нью-Йорка
В середине августа 1783 года Гай Карлтон получил приказ из Лондона об эвакуации из Нью-Йорка. Он сообщил президенту Континентального Конгресса, чтобы он продолжал выведение беженцев, освобождал рабов и военнослужащих как можно быстрее, но дать точную дату было невозможно, потому что количество беженцев, прибывавших в город, постоянно увеличивалось. Более 29 тысяч беженцев-лоялистов были эвакуированы из города. Британцы тоже проводили эвакуацию бывших рабов, которых они освободили от американцев, но они их отказывались возвращать их же американским поработителям, как того требовал Парижский мир 1783 года.
Карлтон объявил точную дату эвакуации — полдень 25 ноября 1783 года. Въезд Джорджа Вашингтона в город был отложен до того, как был спущен британский флаг. Флаг Великобритании был прибит на флагшток в Бэттэри-Парке, в южной оконечности Манхэттена. Шест был якобы смазан жиром. После того, как несколько мужчин попытались сорвать британское знамя — символ тирании для тогдашних американских сепаратистов— деревянные планки были срезаны и прибиты к шесту. С помощью приставной лестницы ветеран Джон Ван Арсдэл смог подняться наверх, снять флаг и заменить его на звёздно-полосатый флаг до того, как британский флот отчалил от берега.

### Въезд Вашингтона в Нью-Йорк
Спустя семь лет после отступления с Манхэттена генерал Джордж Вашингтон и губернатор Джордж Клинтон восстановили Форт Вашингтон и провели Континентальную Армию с триумфальным маршем по Бродвею до Бэттэри.

### Итоги
Сэр Гай Карлтон, назначенный Британией губернатор Эндрю Эллиот и другие бывшие чиновники покинули город 4 декабря.
Даже после Дня Эвакуации британские войска всё ещё оставались в приграничных фортах в областях, которые были чётко определены Парижским миром 1783 года как часть Соединённых Штатов. Британия удерживала Старый Северо-Запад до 1815 года, в конце войны 1812 года.
4 декабря в таверне Фраунсиса Джордж Вашингтон официально попрощался со своими офицерами. Позже он уехал из города и 23 декабря ушёл в отставку как верховный главнокомандующий.

## Празднование

### Ранняя популярность
В течение более одного века событие ежегодно праздновалось так: молодые люди состязались в том, кому удастся сорвать флаг Великобритании со смазанного жиром флагштока в Бэттэри парке, к тому же, в общем, годовщина отмечалась по большей части взрослыми, пировавшими соответствующими напитками.

### Спад популярности
Важность празднования события начала уменьшаться в 1844 году, с приближением Американо-мексиканской войны.
Соблюдение празднования даты также пошло на убыль с провозглашением Дня благодарения Авраамом Линкольном 3 октября 1863 года, который призвал Американцев «в любой части Соединённых Штатов, и также тех, кто находится в море или временно пребывает в других государствах, отложить всё в сторону и провести последнюю среду ноября, празднуя День благодарения». В том году последняя среда пришлась на 26 ноября. В последующие годы День благодарения праздновался примерно 25 числа, тем самым делая День Эвакуации излишним.

### Празднование столетия в 1883 году
В 90-х годах XIX века годовщина праздновалась поднятием звёздно-полосатого флага в Нью-Йорке в Бэттэри парке Критсофером Р. Форбсом, правнуком Джона Ван Эрсдэла, с участием ассоциации ветеранов Гражданской Войны из Манхэттена — зуавов Андерсона. Джон Лафайет Рикер, их первоначальный командир, также был внуком Джона Ван Эрсдэла. Старший брат Рикера, Джеймс Рикер, был специалистом по генеалогии в Нью-Йорке, а также автором статьи «День Эвакуации 1783 года» в честь столетия события в 1883 году, которое было причислено к «великим гражданским событиям Нью-Йорка XIX века».
В 1900 году Кристофер Р. Форбс отказался от чести поднять флаг в Бэттэри парке на День Независимости и День Эвакуации; похоже, что ни он, ни одна ветеранская организация, связанная семьёй Ван Эрсдэл-Рикеров или зуавами Андерсона, не принимала участия в церемонии с того времени. После потепления отношений с Британией, непоследственно предшествующих Первой Мировой Войне, празднование даты окончательно прекратилось.

### Празднование 225-й годовщины в 2008 году
Хотя в прошлом веке праздник отмечался очень мало, годовщина Дня Эвакуации была отмечена 25 ноября 2008 года с подсвеченными прожекторами экранами в Нью-Джерси и Нью-Йорке на высоких ключевых точках. Прожекторы являлись современным изображением костров, которые служили сигнальной системой во многих из этих же мест во время Революции. Семь мест в Нью-Джерси, знаменитых с тех времён: Бикон-Хилл в Саммите, South Mountain Reservation на юге Ориндж, Форт Нонсенс в Морристауне, Вашингтон Рок в Грин-Бруке, Маяк Нэвэсинг, Принстон, горный лес Рамапо.

## В популярной культуре
В эпилоге компьютерной игры Assassin's Creed III главный герой может наблюдать за процессом эвакуации британских войск из Нью-Йорка и последним выстрелом в войне за независимость США.